# Thromboxansynthase
Die Thromboxan-Synthase (TXAS) ist das Enzym, das die Umlagerung von Prostaglandin H2 zu Thromboxan A2 katalysiert. TXAS wird in Chordatieren produziert. Beim Menschen ist das Enzym in Thrombozyten, der Lunge, den Nieren, in der Milz und in Macrophagen zu finden. Das Reaktionsprodukt Thromboxan fördert die Verengung von Blutgefäßen und ist der natürliche Gegenspieler von Prostacyclin. Mutationen am TBXAS1-Gen können zu TXAS- und Thromboxanmangel, sowie zu einer (seltenen) Dysplasie, dem Ghosal-Syndrom, führen.
TXAS ist Target bei der Behandlung chronisch-entzündlicher Darmerkrankungen, sowie bei der Blasenkrebs-Behandlung, um die Menge der eingesetzten Chemotherapeutika zu reduzieren. Auch bei Darmkrebs und Prostatakrebs ist die TXAS-Produktion erhöht.

## Katalysierte Reaktion
⇒  
Prostaglandin H2 wird zu Thromboxan A2 umgelagert. Die Reaktion ist selbstregulierend.